# Le Faget
Le Faget är en kommun i departementet Haute-Garonne i regionen Occitanien i södra Frankrike. Kommunen ligger i kantonen Caraman som tillhör arrondissementet Toulouse. År 2022 hade Le Faget 301 invånare.

## Befolkningsutveckling
Antalet invånare i kommunen Le Faget
Referens:INSEE